# Isla Benjamín
L'isla Benjamín è un'isola dell'arcipelago dei Chonos nell'oceano Pacifico. Si trova nel Cile meridionale, appartiene alla regione di Aysén e alla provincia di Aisén; è amministrata dal comune di Cisnes.

## Geografia
L'isola si trova nella parte centrale dell'arcipelago. Con un'altezza massima di 853 m, ha una superficie di 618,2. Misura circa 23 miglia di lunghezza (est-ovest) per 10 di larghezza (nord-sud).
Sul lato nord, il canale King la separa dalle isole Izaza e Tahuenahuec, a est si trova il canale Pérez Sur, che la separa dall'isola Cuptana, sul lato sud il canale Byron, e al suo lato ovest il canale Memory la separa dalle isole Stokes e Rowlett. Un profondo fiordo, lungo 11 miglia, si insinua nella sua parte occidentale.